# 政党本部推参事件
政党本部推参事件(せいとうほんぶすいさんじけん)とは、
1938年(昭和13年)2月17日の午後に防共護国団が
団員六百人を動員して政友会本部、民政党本部に押しかけ占拠した(民政党側は未遂)右翼テロ事件である
。
事件時、帝国議会では国家総動員法案をめぐって紛糾中だった。既成政党が同法案の審議に無気力だった理由の1つとして本事件があげられることがある。

## 事件の首謀者
首謀者の中溝多摩吉は南多摩郡鶴川村大蔵の中溝昌弘の三男として1881年（明治14年）7月31日に生まれた。父は幕府の御典医白鳥氏の長男に生まれ昌平坂学問所において出精のため褒状を下賜されたが、幕府の瓦解後に鶴川村に移り姓を中溝と改め私塾を開き漢学を地域の少年たちに教えていた。多摩吉も東京外国語学校を卒業し、台湾総督府に勤務。後藤新平が東京市長となると市の嘱託となった。実業界に入り、また政治運動を展開。わかもと製薬の顧問をつとめ、田中光顕、一条実孝、秋山定輔と関係をもっていた。
中溝は三多摩壮士の顔役だが、1933年に東京競馬場で起きた「釘まき事件」の首謀者としても知られていた。この荒仕事のために巣鴨に収容されたが、娑婆に復帰した中溝は、旧知の秋山定輔が近衛のために活発に活動しているのを仲間から聞かされた事ですぐさま連絡を取り、三多摩壮士の三千人を背景に話が転がり始める。ちなみに、三多摩壮士といえば村野常右衛門、森久保作蔵が有名だが、鶴川村でコネクションがあったはずの彼らとは反りが合わなかった中溝を、自由民権運動から転じてファシズムに邁進したと色川大吉は評している。

## 事件の経過
中溝らは後述する「全国民に告ぐ」に呼応し、第1段階として政党の解消のために動き出した。中溝らは東京の2箇所に屯所を設けそこに団員を常駐させ、そこから各政党代議士の元へ団員を派遣し政友会、民政党の解党勧告を説かせた。
しかし効果がなかったことから、中溝らは実力行使に出て、1938年(昭和13年)2月17日の午後、団員六百人を動員して政友会本部、民政党本部に押しかけ、挙国一党実現のための解党とそのための新党樹立を要求し、政友会本部を一時占拠した。民政党本部襲撃組は途中で阻止されたため未遂である。占拠から10時間後に警視庁は全員を検挙、中溝は逃走したが3月18日に自首し事件は収束した。
一方、政治の側にもこの事件に関係したと見られる人物が何人かいる。事件の計画には久原房之助が関与したのではないかと指摘されており、実際に、久原の配下だった政友会の衆議院議員、津雲国利と西方利馬の2名が事件後除名されている。

## 事件の背景
この事件の伏線には、前年に公表された檄文「全国民に告ぐ」があった。これは、1937年(昭和12年)12月15日付の各紙夕刊に掲載された文書で、公爵一条実孝（予備役海軍大佐・貴族院公爵議員)、頭山満、海軍大将山本英輔の3人の署名がなされていた。題名・署名者を見ても明らかなように、その内容は復古色の強いものである。文章には、「万世一系の天皇儼然として国家組織の中心を為し給い、億兆心を一にして天壌無窮の皇運を扶翼し奉り、君子一体、忠孝一致」、「世界は、秩序壊乱、禍機鬱勃、正に歴史的転換の潮頭に立」っている今日、「内国力を結合して一体となし、外、世界未曾有の変局に処」することが使命である、「西洋思想の余毒」たる「憲法政治を以て、政党対立の政治と解するが如き」考え方を排し、「全国民の一致せる精神に即して一体となる」「皇国の政党」の「現在一切の諸政党は、宜しく速かに……覚醒する所あり、彼此相対の境地を超越し、渾然一丸となって、強力政党の新組織を遂げよ」、苟も之を怠らば、現存諸政党は歴史的鉄則の下に粉砕せらるるの日、必ずや遠きにあらざるべし」といった日本主義、天皇を頂点とする全体主義体制への指向が見られる。
中溝多摩吉が政界の黒幕の1人、秋山定輔と交渉があったことも本事件に影響したらしい。秋山は時の内閣総理大臣近衛文麿と密接な関係にあり、挙国一党運動の背後にいたと、当時の記事(『中央公論』1938年2月号、重信嵩雄「一国一党論の全貌」)にも書かれている。

## 事件の裏面
この事件は、見かけ以上に大きな背景のあった事件だったことは確かで、関係者の証言の中に、風見章(内閣書記官長・当時)、末次信正(内務大臣・当時)、浅沼稲次郎、平野学、天満芳太郎、内田定五郎などの名前、特に近衛文麿、麻生久、亀井貫一郎、後藤隆之助の名が頻出する。
青木保三(中溝の配下の1人)が1970年に回想録を著し、その中で、本事件の計画を団幹部で作成し16カ条にまとめ、事件前にそれを中溝と秋山定輔が荻窪の近衛邸に持参し説明をしたこと、近衛が「中溝君、なかなか面白い計画ですね」と言ったことなどを書き残している。
さらに、「両党本部を占拠した暁には、都合によっては、開催中の議会に押しよせ、その実力で議会を休会に追い込ませる場合もあり得る」ことが、近衛に対して説明した計画に含まれていたことも述べている。
この中で青木は、当事件に関して近衛、秋山定輔、秋田清、風見、末次、麻生、亀井、後藤らは事件の計画を事前に了解していたと思う、と証言している。
青木の言を信ずるならば、事件がクーデターに発展する可能性もあることを近衛らが事前に了解していたことになる。近衛が本事件の裏にいたという風説は、麻生久も信じていたらしく、河野密が『麻生久伝』の中に直に麻生から聞いた話として載せている。また、伊藤隆が河野に改めて問い合わせた際にも同様の回答を寄せている。
ただし、伊藤隆によると青木の証言内容を全面的に信用することはできないということなので事件の裏の真相は正確にはわからない。

## 注
1. ↑  防共護国団は、同年1月に中溝多摩吉らが結成した全体主義を信奉する団体で、「国内相剋排除、一国一党」をスローガンとした[2]。
2. ↑  政友会の幹部で元衆議院議長。既成政党の解消、新政治勢力の結集を目的として1934年12月12日に政友会を脱党、衆議院議長も辞任した[11]。